# Patek Béla (színigazgató)
Patek Béla, Patek Béla Artúr (Szabadka, 1884. január 23. – 1937 után) színész, színigazgató, újságíró.

## Életútja
Dr. Patek Jenő (1852–1937) orvos és Schäffer Emma fia. Színészi működését 1909-ben kezdte vidéken. Előbb azonban újságíró volt, majd 1907-ben a Népszínház–Vígopera titkára. 1911. január 30-án mint a győri színház titkára elnyerte a színház igazgatását. 1912. május 11-én Veszprémben házasságot kötött Bernsdorfer Erzsébet Antónia színésznővel. 1916-tól a lugosi színház vezetője volt. 1917. május havában a nyíregyházi színházban játszott, augusztus havában pedig Pápára kapott meghívást. 1918. augusztus havában Nagyszebenben terjesztette a kultúrát. Később lemondott az igazgatásról és impresszárió lett. 1919-ben a kőszegi munkástanács rá bízta a Kőszeg és Vidéke című lap szerkesztését. 1921-ben a bécsi Carltheaterben az éjjeli előadások igazgatója volt.  Előbb ideiglenesen, majd 1932. április 1-től végleg nyugdíjazták. 1937 januárjában a bécsi nemzetközi színházi és hangversenyiroda tulajdonosa volt.
1903. november 7. és 1904. december 16. között Szabadkán a Színházi Hírlap felelős szerkesztője, 1904. december 1-től szerkesztője volt, 1905. május 1-től 3-ig, illetve 1906. november 24-től 29-ig Kolozsvárott a Színházi Újságot szerkesztette. 
Álneve: Patek A. Béla (Színházi Hírlap 1903-04, Színházi Újság 1905).